# Teucrium demnatense
Teucrium demnatense là một loài thực vật có hoa trong họ Hoa môi. Loài này được Coss. ex Batt. miêu tả khoa học đầu tiên năm 1919.